# باري سميث (لاعب كرة قدم)
باري سميث (بالإنجليزية: Barry Smith)‏ (و. 1974  م) هو لاعب كرة قدم، ومدرب كرة القدم، من المملكة المتحدة، يلعب كمُدَافِع.

## روابط خارجية
- باري سميث على موقع قاعدة بيانات كرة القدم.إي يو (الإنجليزية)
- باري سميث على موقع Soccerbase.com (لاعب) (الإنجليزية)
- باري سميث على موقع Soccerbase.com (مدرب) (الإنجليزية)